# Дьерре-Сен-Жюльен
Дьерре́-Сен-Жюлье́н (фр. Dierrey-Saint-Julien) — коммуна во Франции, находится в регионе Шампань — Арденны. Департамент — Об. Входит в состав кантона Марсийи-ле-Эйе. Округ коммуны — Ножан-сюр-Сен.
Код INSEE коммуны — 10124.
Коммуна расположена приблизительно в 125 км к юго-востоку от Парижа, в 85 км юго-западнее Шалон-ан-Шампани, в 19 км к западу от Труа.

## Население
Население коммуны на 2008 год составляло 262 человека.
| 1962 | 1968 | 1975 | 1982 | 1990 | 1999 | 2008 |
| ---- | ---- | ---- | ---- | ---- | ---- | ---- |
| 209  | 242  | 215  | 222  | 216  | 225  | 262  |

## Администрация
| Период | Период | Фамилия         | Партия | Примечания |
| ------ | ------ | --------------- | ------ | ---------- |
| 1995   | 2008   | Франческа Ферре |        |            |
| 2008   |        | Брюно Ришар     |        |            |

## Экономика
В 2007 году среди 137 человек в трудоспособном возрасте (15—64 лет) 112 были экономически активными, 25 — неактивными (показатель активности — 81,8 %, в 1999 году было 76,3 %). Из 112 активных работали 107 человек (61 мужчина и 46 женщин), безработных было 5 (2 мужчины и 3 женщины). Среди 25 неактивных 3 человека были учениками или студентами, 11 — пенсионерами, 11 были неактивными по другим причинам.

## Фотогалерея

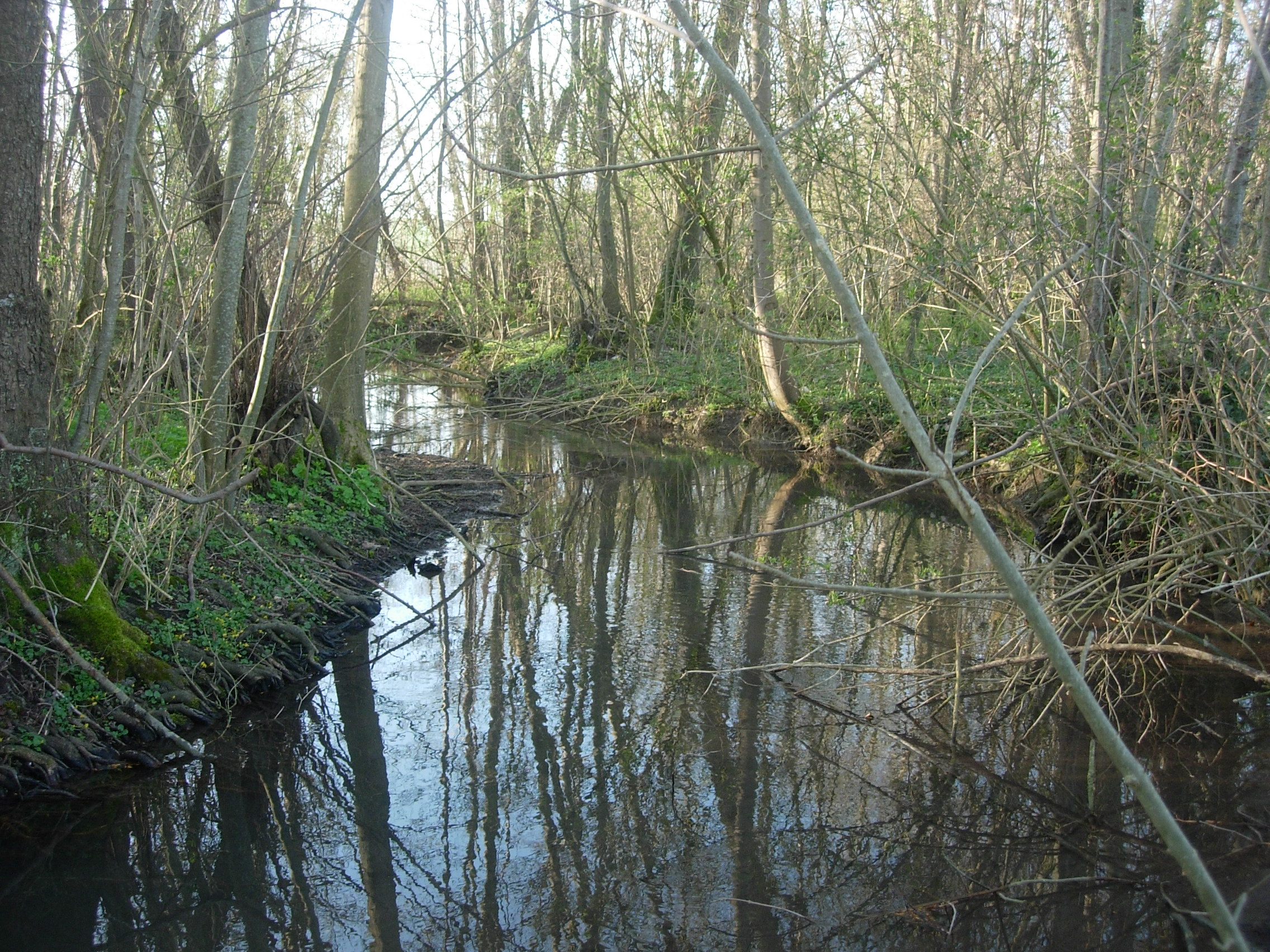
Река Бетро[фр.]
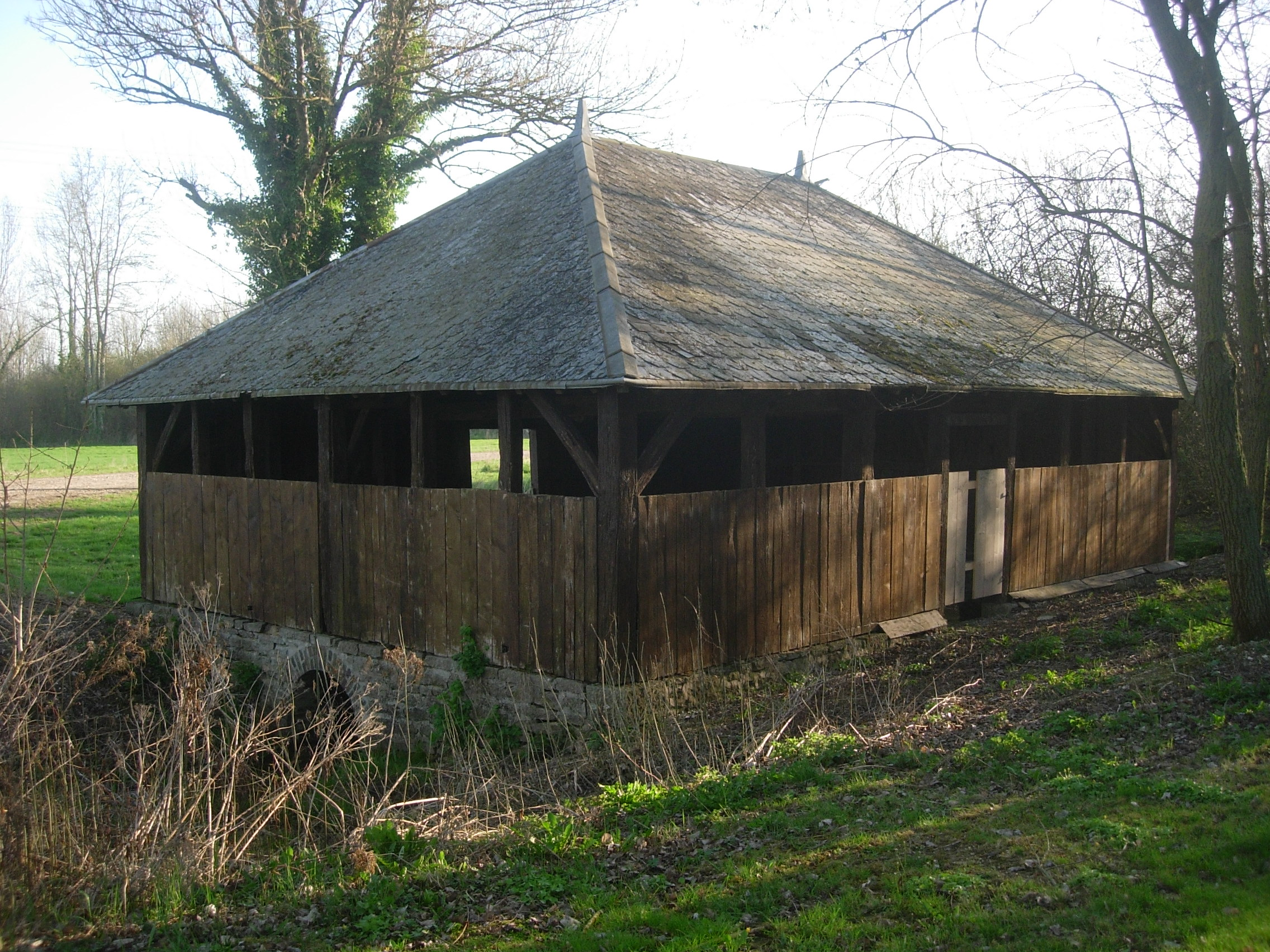
Общественная прачечная
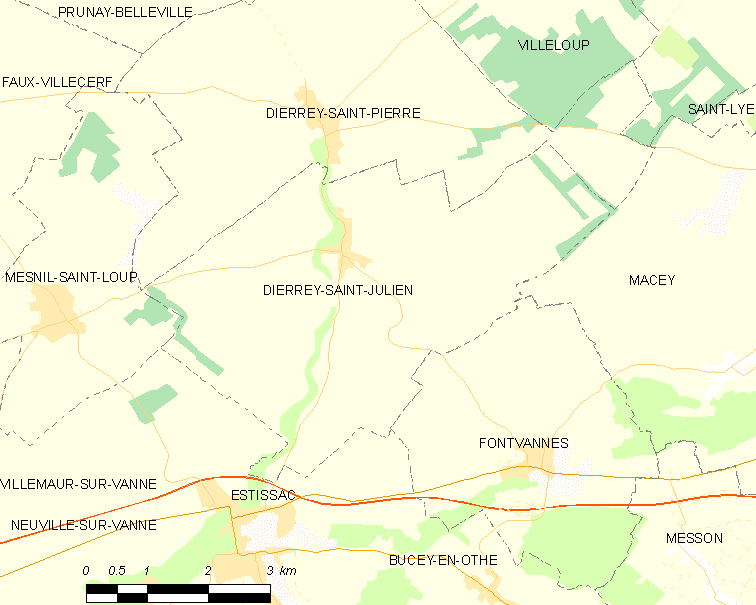
Карта коммуны